# Війчик
Війчик (Abroscopus) — рід горобцеподібних птахів родини Cettiidae. Містить 3 види.

## Поширення
Рід поширений в Південній, Східній та Південно-Східній Азії. Мешкають серед чагарників.

## Види
- Війчик рудощокий (Abroscopus albogularis)
- Війчик чорнощокий (Abroscopus schisticeps)
- Війчик білобровий (Abroscopus superciliaris)